# プエル・ミンゲンス

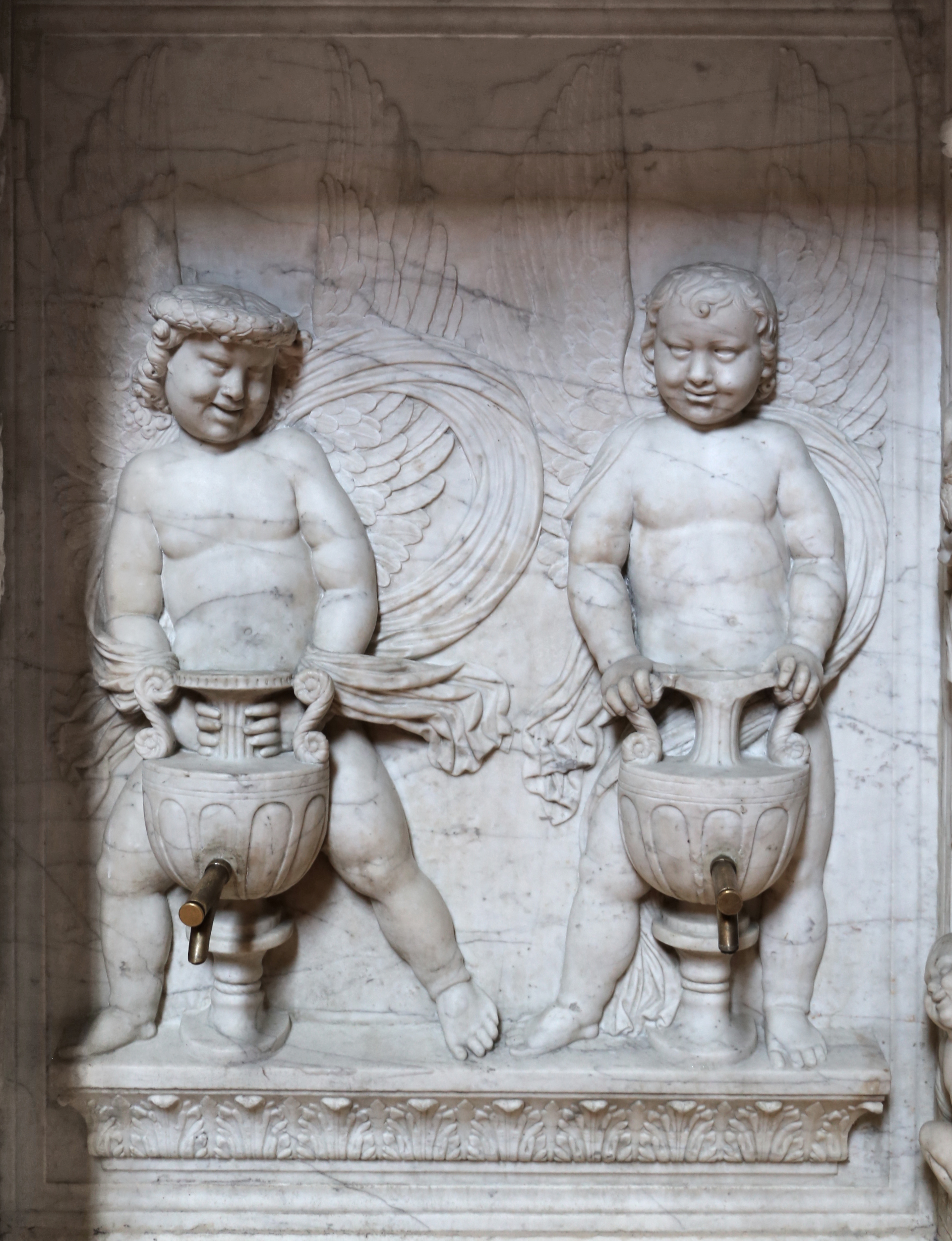
教会の聖具室におかれた聖水盤（サンタ・マリア・デル・フィオーレ大聖堂）

プエル・ミンゲンス（ラテン語：puer mingēns ([ˈpʊ.ɛr ˈmɪŋ.ɡeːns]、複数形はpuerī mingentēs [ˈpʊ.ɛr.iː mɪŋ.ˈɡɛn.teːs]）は、芸術作品において、小便をしたりそのふりをする姿で描かれる、思春期を迎える前の少年である。気まぐれや子供らしい無垢さから、生殖能力や男性的な見栄（虚勢）のエロティシズムまで様々な象徴的表現を読み取りうる。

## 語源

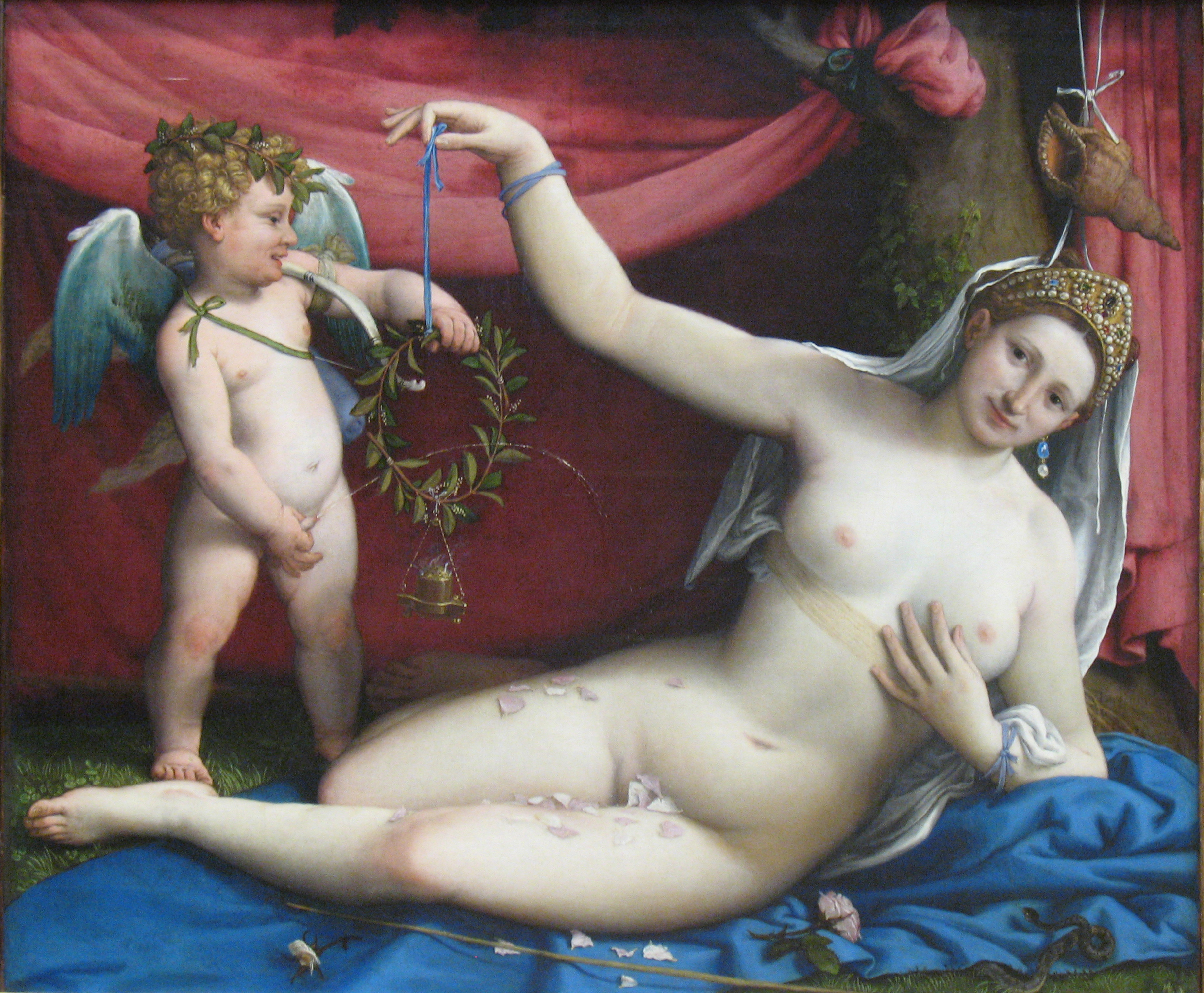
ロレンツォ・ロットの『ヴィーナスとキューピッド』（1530年、メトロポリタン美術館）

プエル・ミンゲンスという言葉は、ラテン語で少年を意味するpuerと小便をすることを表すラテン語の動詞mingereの現在形mingensから来ている。
ラテン語では、mingereのように小便をすることを表す動詞は、多くの場合、射精の意味でも用いられる。この暗示はラテン語から派生した様々な言語においても失われておらず、例えばイタリア語のpisciareも同じニュアンスをもつ。だからこそ、プエル・ミンゲンスのペニスから放出される小便は、精液のシンボルとしても解釈しうる。そしてまさに、多産や豊饒を象徴的に描いた作品にも、プエル・ミンゲンスはよく見られる。ロレンツォ・ロットが描いた『ヴィーナスとキューピッド』は、プエル・ミンゲンスを生殖能力の象徴として表現した典型的な作品である。
英語やイタリア語、フランス語などでは、小便をするという行為に「水を漏らす」（to make water）という婉曲的な表現がある。ミケランジェロの『子供たちの饗宴』（英:Children's Bacchanal）や、裸の少年の股間に水栓がある教会の手洗い（その意匠から小便が水に変化しているような錯覚さえ生む）などにみられる、プエル・ミンゲンスが「水を漏らす」姿は、こうした婉曲表現の延長である。
また、プエル・ミンゲンスが彫刻であると同時に、そのペニスから水をほとばしらせる人工の噴水装置となっている場合もよくある。その中で最も有名なのはブリュッセルにある小便小僧である。

## ルネサンス期における復活

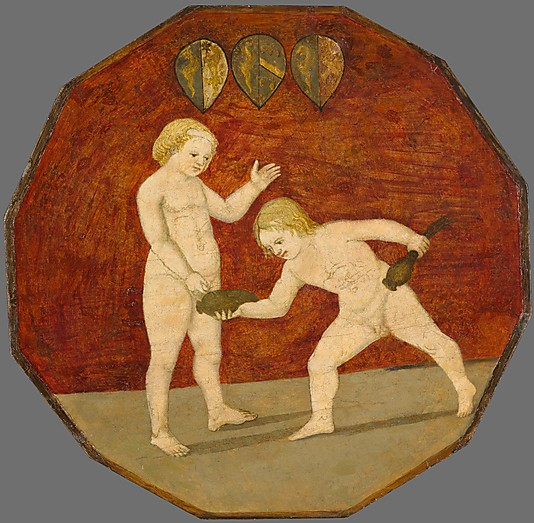
デスコ・ダ・パルト（誕生盆）

プエル・ミンゲンスは古い遺跡にも時折みられるほど古典的なモチーフである。古代ローマに関していえば、子供用の石棺（サルコファガス）に描かれているものが大部分を占める。
ルネサンス期に入ると、プエル・ミンゲンスは再びモチーフと見られるようになった。ドナテッロは彫刻の分野においてモチーフとしてのプットをふたたび大きく扱う下地をつくったが、彼が制作した『ユディトとホロフェルネス』の台座に彫られたプエル・ミンゲンスは、ルネサンス期のものとしては最古の例のうちの一つである。小便をする少年という芸術上のモチーフは、1400年代にフィレンツェにおいてその人気が復活すると、その後ヨーロッパ中に広まり、ルネサンス後期にあたる16世紀から17世紀にかけて最盛期を迎えた。

## 絵画から噴水まで
ローマ時代は、プエル・ミンゲンスが描かれる場面といえば、子供用の棺にかたどられるバッコス神の祭礼が主だった。ルネサンス以降、プエル・ミンゲンスは宗教的な場面に限らず、装飾写本やフレスコ画、厄除けのお守り、噴水装置にいたるまで、様々な媒体にみられるものになった。
すでに述べたように、多産や豊饒を暗示させることから、プエル・ミンゲンスはデスコ・ダ・パルト（生誕盆、誕生盆とも）にも描かれている。これは、男児の安産祈願・出産祝いの品として、妊婦や出産を終えたばかりの女性に贈られた盆である。また、ロレンツォ・ロットの『ヴィーナスとキューピッド』に見られるように、結婚した夫婦に贈呈されたであろう作品においても、小便をする少年が主題となりえた。
プエル・ミンゲンスは、人工の噴水として、ペニスから水を噴き出す彫刻の姿で表現されることでも知られる。美術モチーフとしてのプエル・ミンゲンスは古代ローマ起源であるものの、この時代の噴水にプエル・ミンゲンスをかたどったものが存在したことを裏付ける史料は非常に少ない。しかしながら、古代ローマには、成人した神であるプリアーポスが小便をしているかのような仕掛けをもった彫刻が制作されており、そこからインスピレーションを得てルネサンス期に小便をする少年の噴水が生まれた可能性はある。人工の噴水は、ヨーロッパにおいてはブリュッセルの小便小僧が置かれたような公共空間だけではなく、私的な空間である邸宅の、16世紀、17世紀頃の庭園にも設置されていた。

## ギャラリー

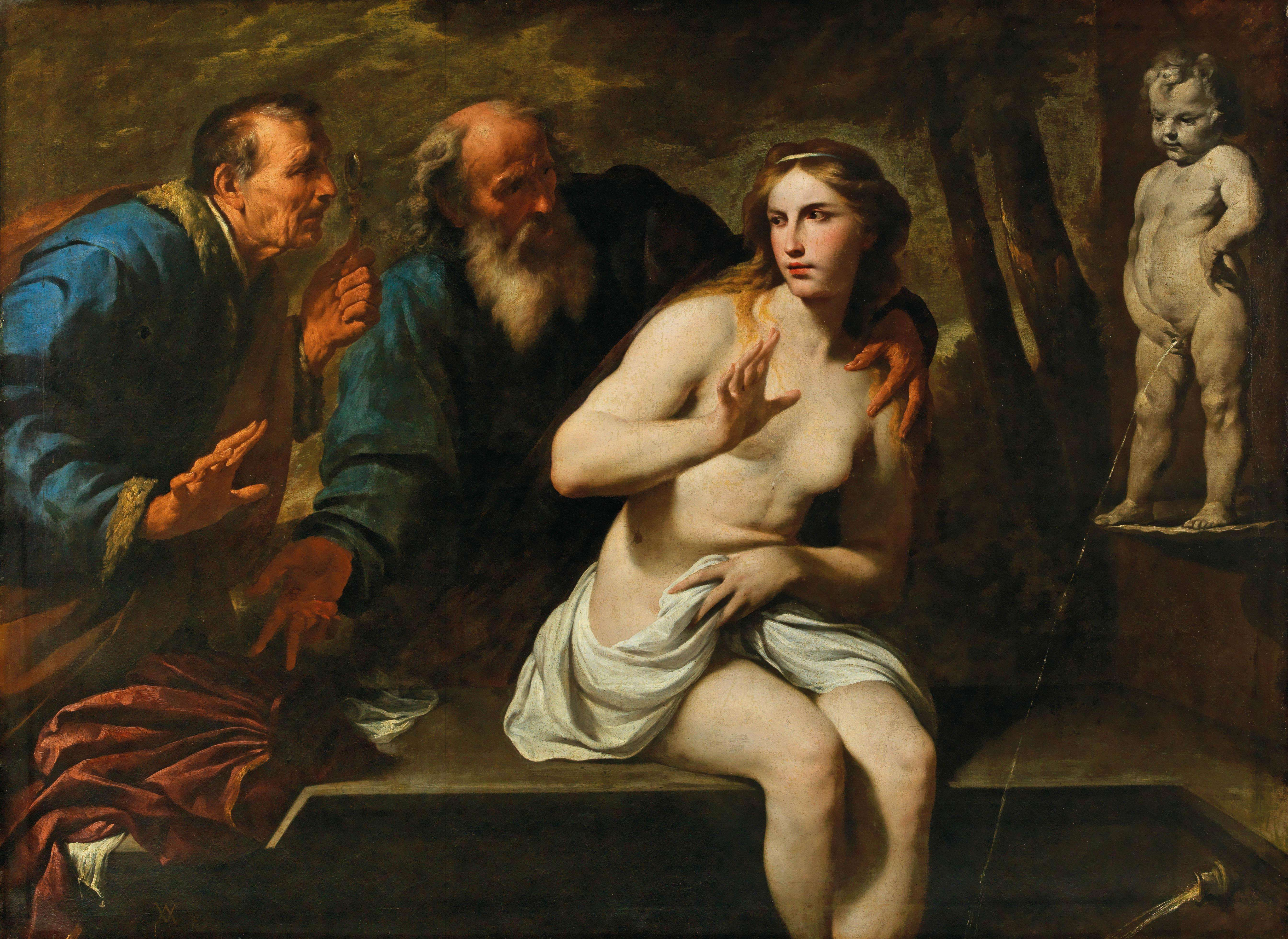
アンドレア・ヴァッカーロの『スザンナと長老たち』に描かれたプエル・ミンゲンスの彫刻（1650年代）
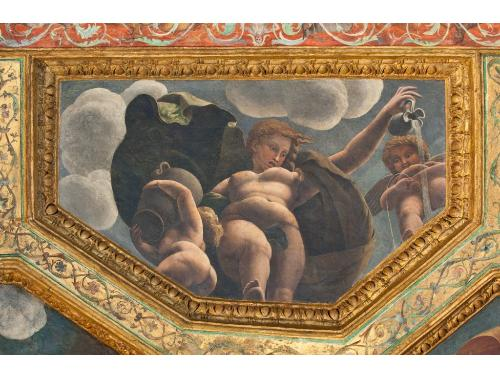
水を注ぐニンフとプエル・ミンゲンス（1526年-1528年、マントヴァのパラッツォ・デル・テ）
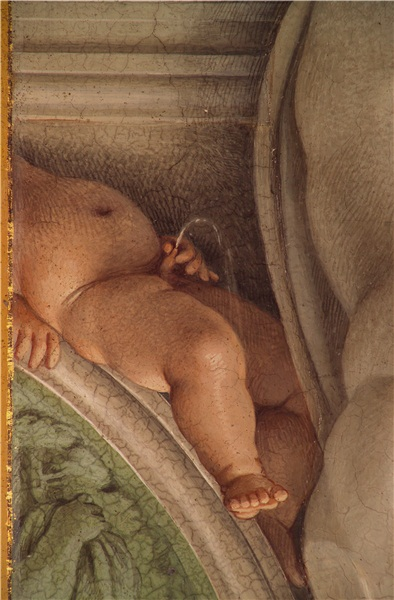
アンニーバレ・カラッチの描いたプエル・ミンゲンスの拡大図（1600年、ローマのパラッツォ・ファルネーゼ）
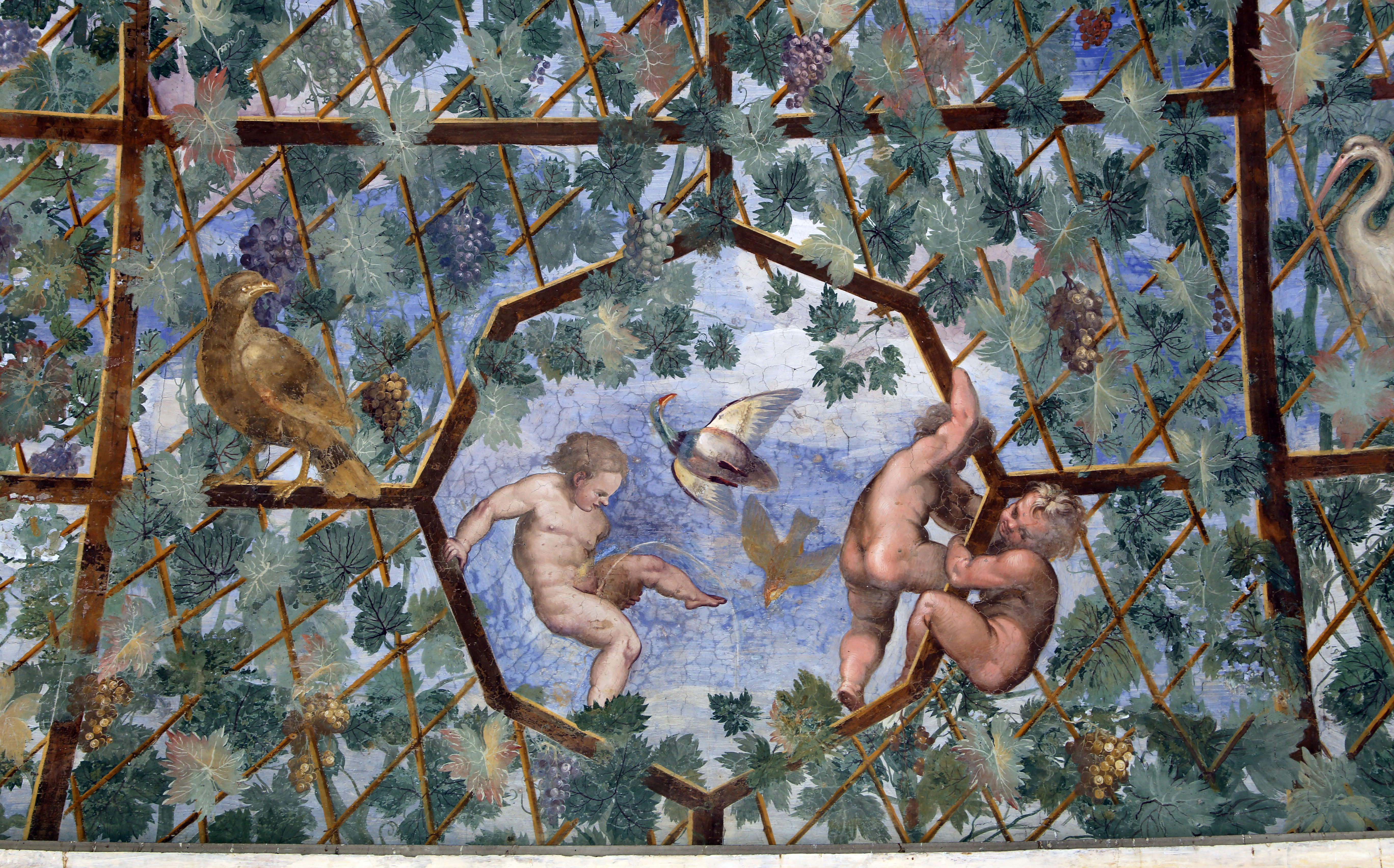
ヴィラジュリア（英語版）の天井画
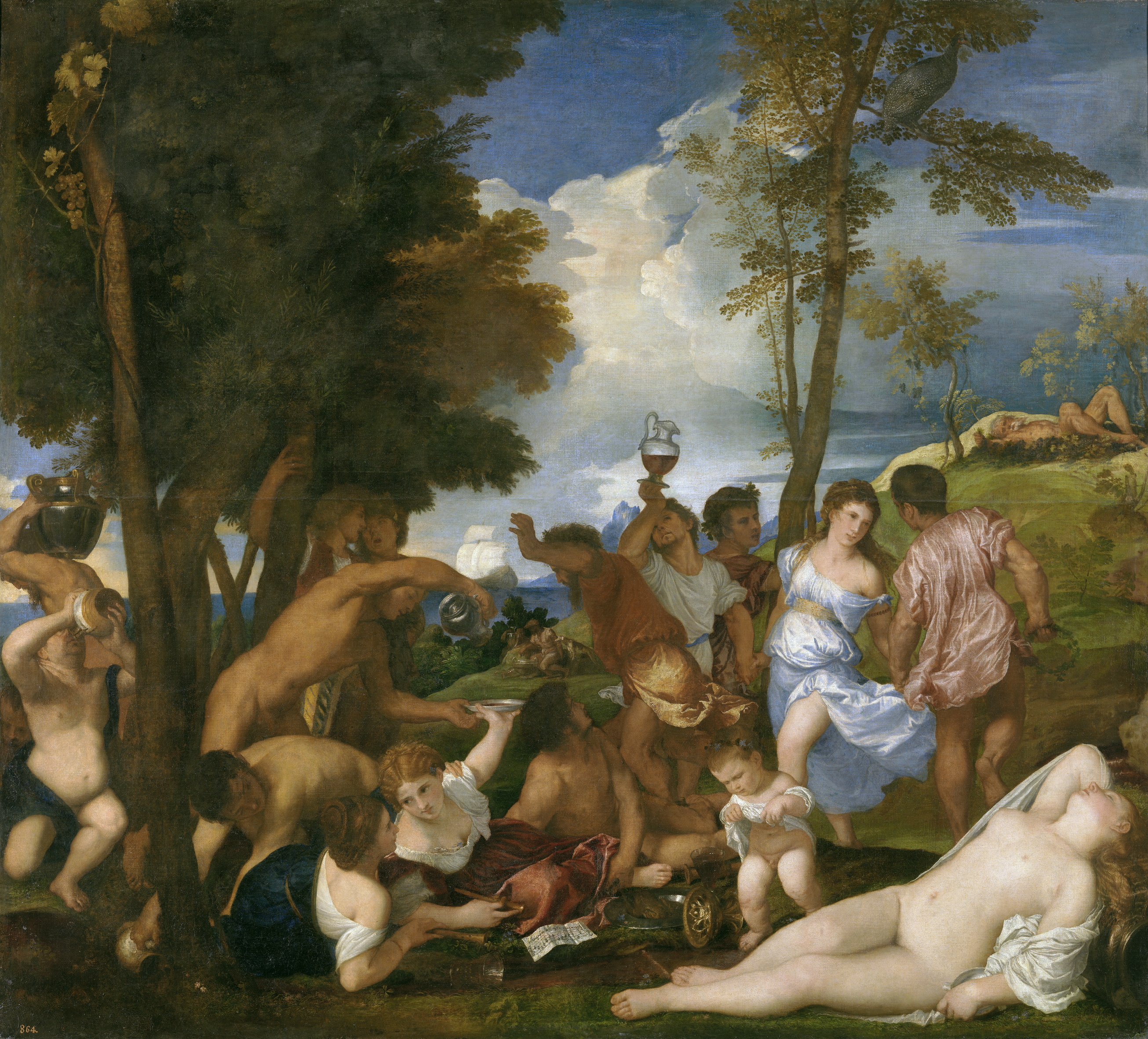
ティツィアーノの『アンドロス島のバッカス祭』に描かれたプエル・ミンゲンス（1523年-1526年、マドリードのプラド美術館）
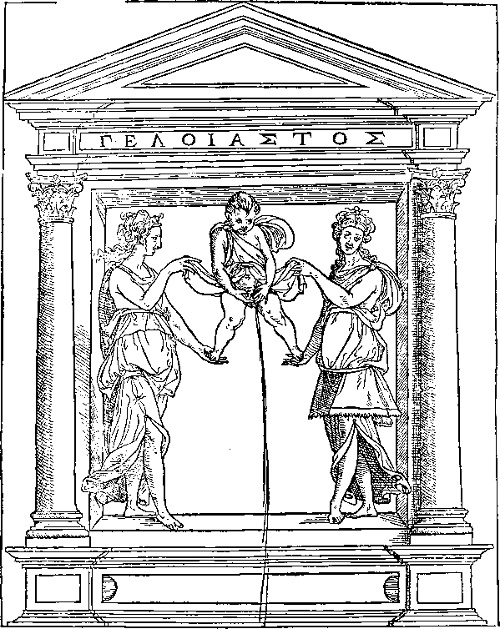
ヒュプネロトマキア・ポリフィリの木版画（1499年）
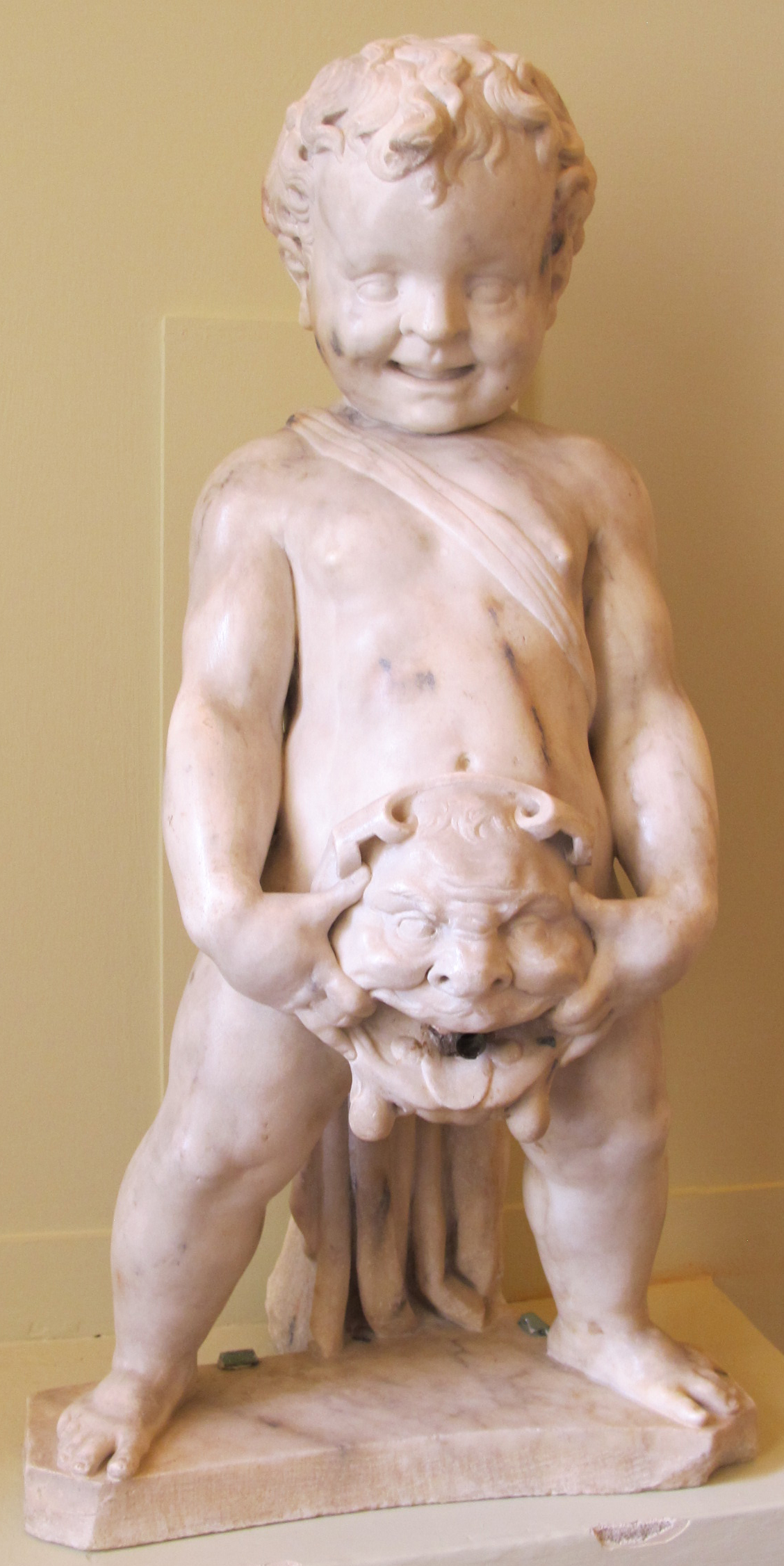
股間に仮面をかぶせたプエル・ミンゲンスの彫刻（1540年代、ピエリーノ・ダ・ヴィンチ、マテーラのバジリカータ州国立中世近代美術館）
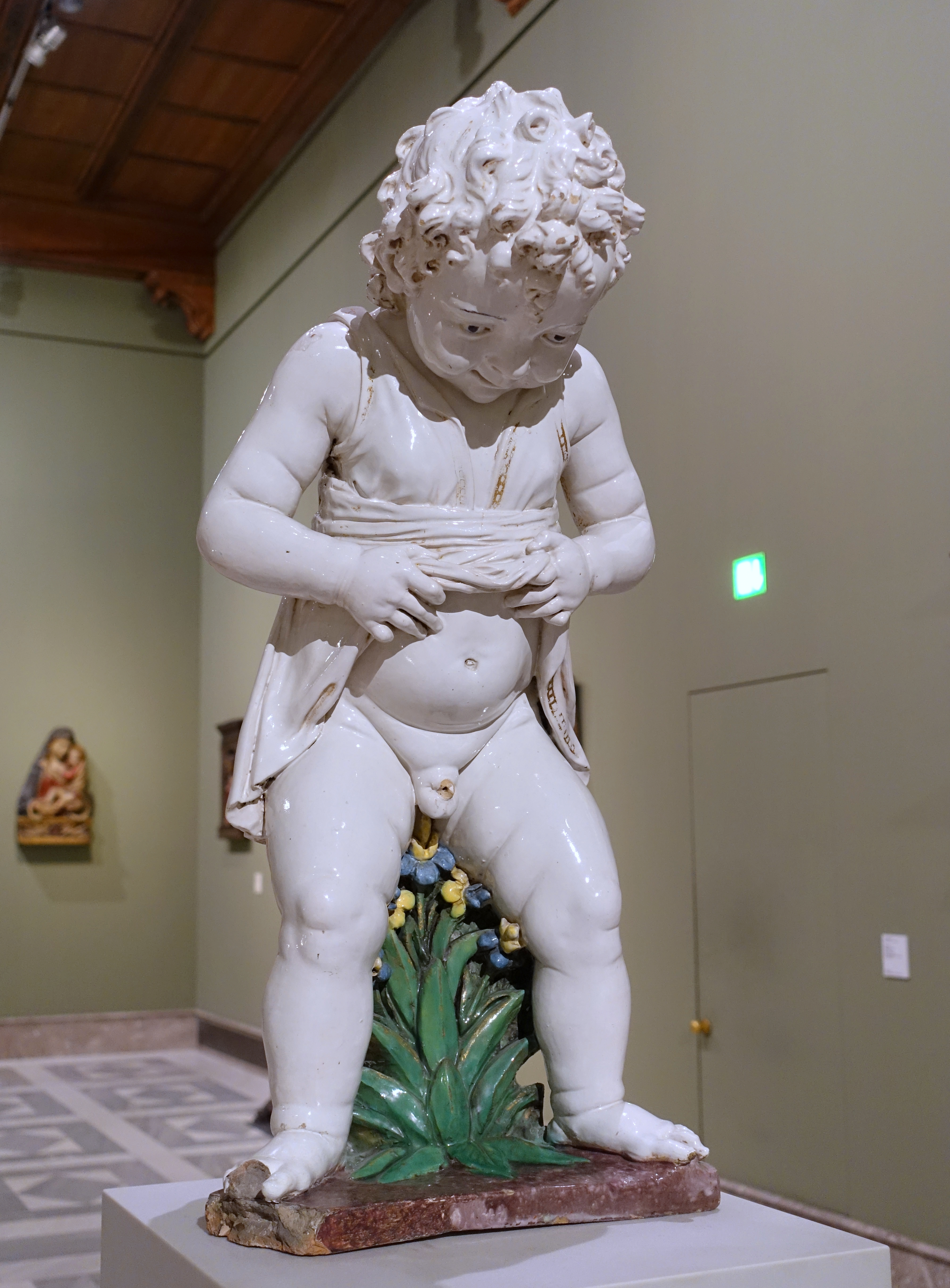
彩色したテラコッタの彫刻（1490年頃、アンドレア・デッラ・ロッビア、ベルリンのボーデ博物館）
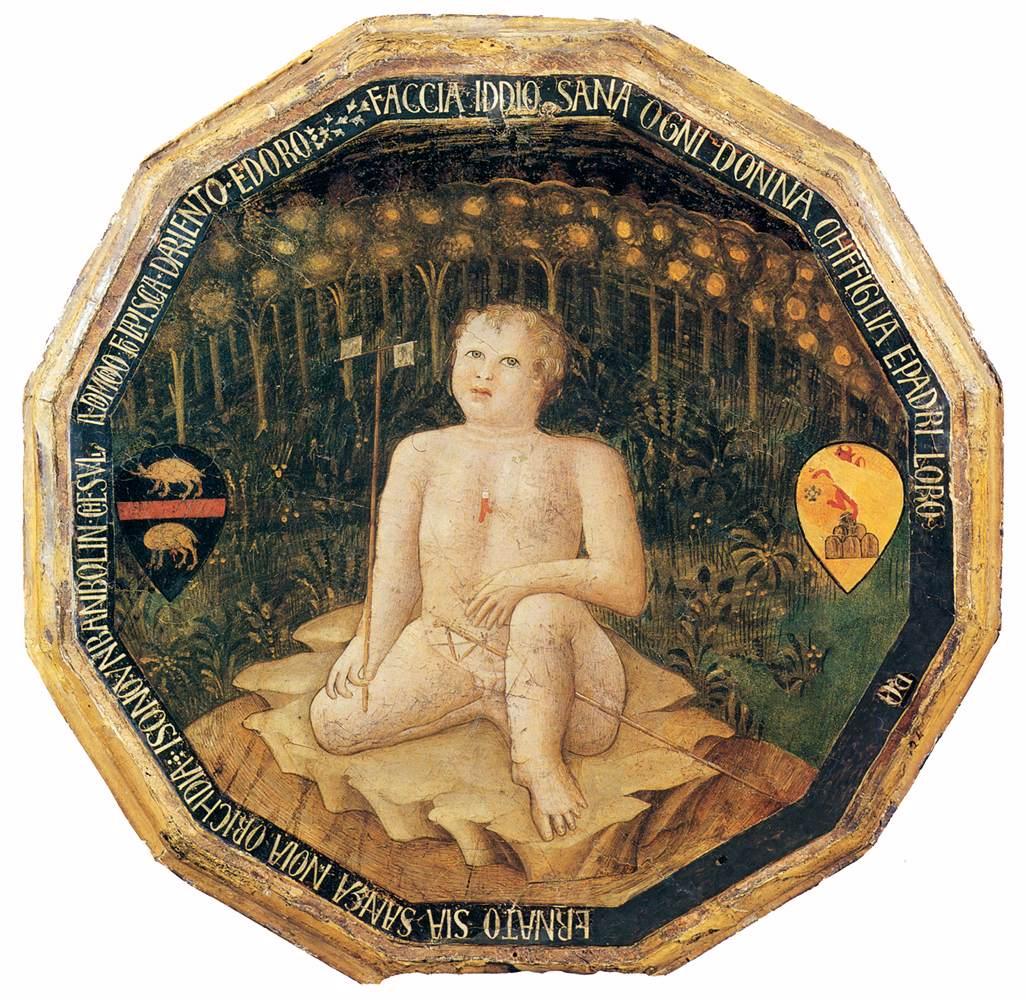
バルトロメオ・ディ・フルオシノによるデスコ・デ・パルト（1428年、ニューヨーク歴史協会）
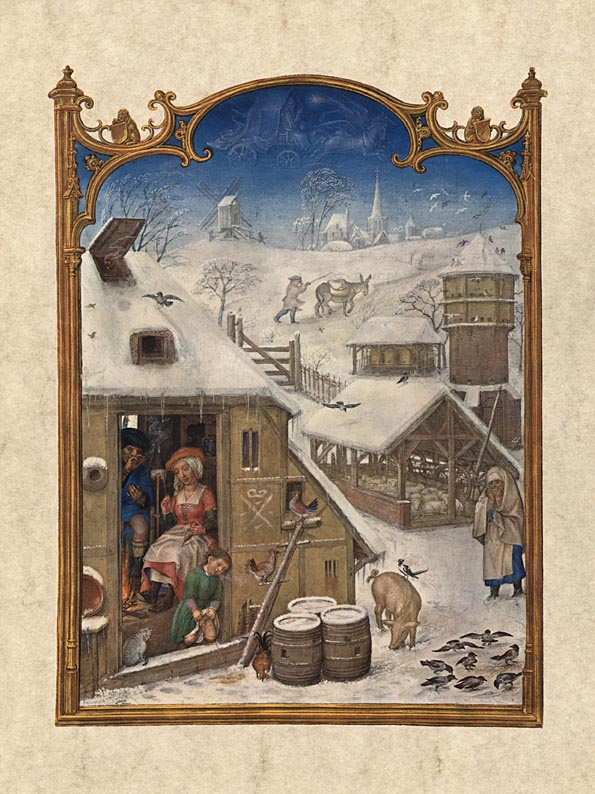
グリマーニ・ブレヴィアリ（英語版）に描かれたプエル・ミンゲンス（1510年頃、国立マルチャーナ図書館）